# 4-氯甲苯
4-氯甲苯是一种有机化合物，化学式为C7H7Cl，它可由4-氯苯甲醛在催化下加氢还原制得。

## 反应
4-氯甲苯和4-甲氧基苯胺在碳酸铯存在下、钯配合物催化下反应，可以得到4-甲基-4'-甲氧基二苯胺。
它在钯催化下可以被甲酸铵脱卤还原为甲苯。